# Недбайло Анатолій Костянтинович
Анатолій Костянтинович Недбайло (28 січня 1923, Ізюм — 13 травня 2008, Київ) — радянський військовий льотчик, двічі Герой Радянського Союзу (1945), в роки німецько-радянської війни командир ескадрильї 75-го гвардійського штурмового авіаційного полку 1-ї гвардійської штурмової авіаційної дивізії, 1-ї повітряної армії, 3-го Білоруського фронту. Генерал-майор авіації (СРСР, 1970), пізніше за роки незалежності України отримав звання генерал-лейтенант авіації (2004) .

## Біографія

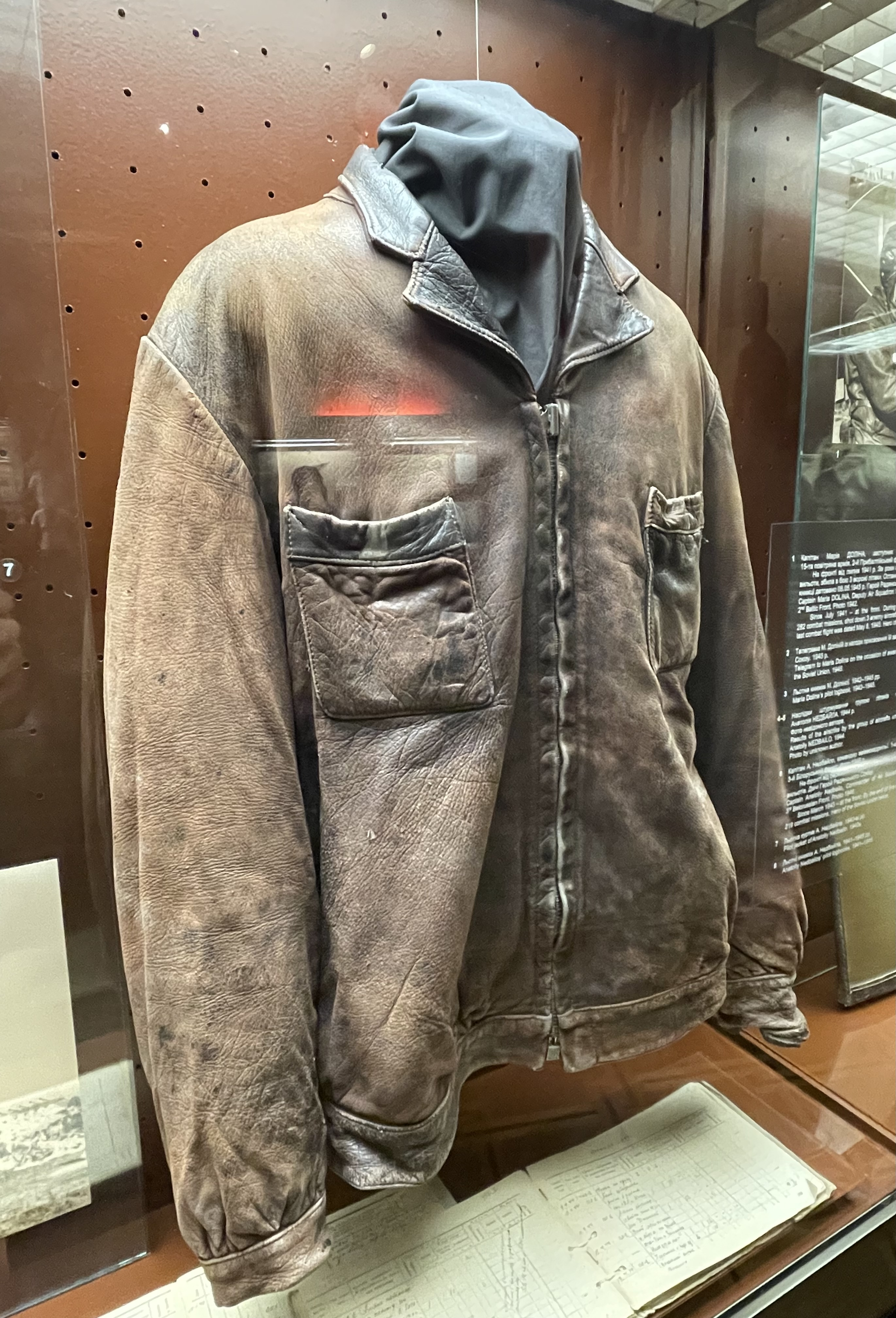
Льотна куртка Анатолія Недбайла, 1940-ві. Національний музей історії України у Другій світовій війні, Київ

Народився 28 січня 1923 року в місті Ізюмі (тепер Харківської області) в сім'ї робітника. Українець. Член КПРС з 1944 року. Закінчив неповну середню школу.
У Червоній Армії з 1941 року. Почав службу курсантом Ворошиловградської військово-авіаційної школи пілотів, яку закінчив у 1943 році.
У німецько-радянську війну з березня 1943 року воював на Південному, 4-му Українському і 3-му Білоруському фронтах: льотчик, командир ланки, заступник командира та командир ескадрильї 75-го гвардійського штурмового авіаполку. Відзначився в боях при відвоювання Криму та Білорусі, а також при завдаванні штурмових ударів по військах противника у Східній Пруссії. До жовтня 1944 року зробив 130 бойових вильотів, завдав противникові великі втрати в живій силі і техніці.
Указом Президії Верховної Ради СРСР від 19 квітня 1945 року Анатолію Костянтиновичу Недбайлу присвоєно звання Героя Радянського Союзу з врученням ордена Леніна і медалі «Золота Зірка» (№ 6247).
У наступних боях до квітня 1945 року льотчик здійснив ще 89 бойових вильотів. Указом Президії Верховної Ради СРСР від 29 червня 1945 року Анатолію Костянтиновичу Недбайлу вдруге присвоєно звання Героя Радянського Союзу.
Після продовжив службу у Військово-повітряних силах СРСР. Успішно закінчив Червонопрапорну Військово-повітряну академію. Був на викладацькій і керівній роботі у військово-навчальних закладах ВПС. З жовтня 1968 року за вересень 1983 року служив заступником начальника Київського вищого військового авіаційного інженерного училища. З 1983 року генерал-майор авіації А. К. Недбайло — у відставці.
Автор книги «В гвардійської сім'ї». Київ: Політвидав України, — 1975.
У листопаді 2004 року Указом Президента України підвищений у званні до генерал-лейтенанта авіації ЗС України.
Проживав у Києві. Помер 13 травня 2008 року. Похований на Байковому кладовищі в Києві (ділянка № 52а).

## Нагороди, пам'ять

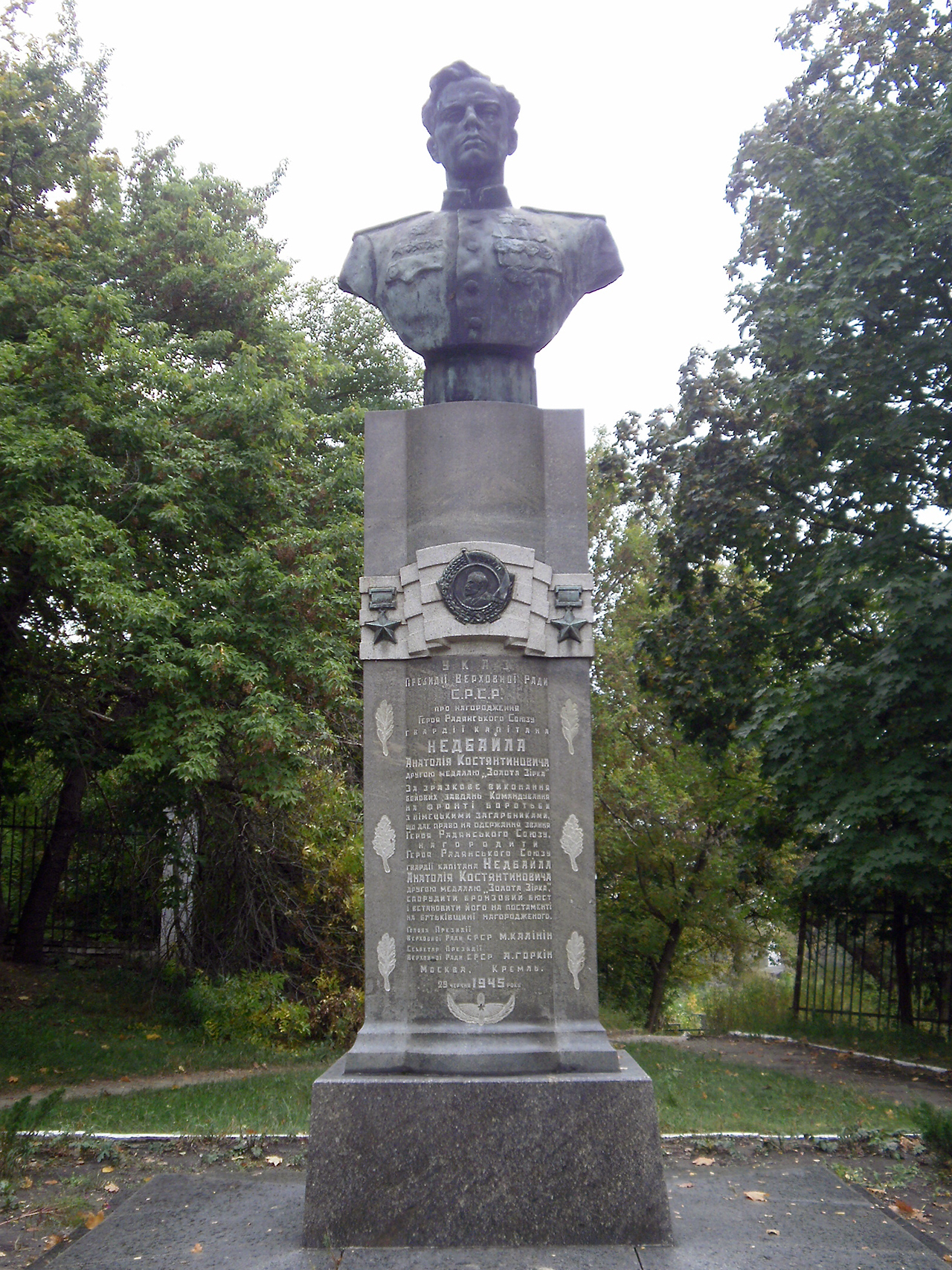
погруддя в Ізюмі

Нагороджений двома орденами Леніна (1945), трьома орденами Червоного Прапора (1943, 1944, 1945), орденом Олександра Невського (1944), трьома орденами Вітчизняної війни 1-го ступеня (1944, 1945, 1985), орденом Вітчизняної війни 2-го ступеня (1944), двома орденами Червоної Зірки (1943, 1982), орденом «За службу Батьківщині у ЗС СРСР» 3-го ступеня (1975), медалями.
У 1995 році Президентом Леонідом Кучмою вперше у незалежній Україні нагороджено Орденом Богдана Хмельницького Анатолія Недбайла та Олександра Молодчого
У місті Ізюм є вулиця Генерала Недбайла
Бронзовий бюст Героя встановлений на батьківщині.

## Література

Могила Анатолія Недбайла